# Система ночного вождения
Система ночного вождения — это система, предназначенная для повышения восприятия водителя автомобиля и увеличения дальности видимости в темноте или при плохой погоде вне досягаемости фар автомобиля. В настоящее время на некоторых  автомобилях предлагается в качестве дополнительного оборудования.

## Тип дисплея
- набор инструментов/приборная панель с использованием ЖК дисплея (LCD) высокого разрешения, новейшего типа.

- навигационная система или информационный экран, наименее дорогой вариант с расположением дисплея в стороне от поля зрения водителя (используется исключительно BMW и Mercedes Benz W212 E-класса).

- лобовое стекло посредством главного дисплея, самый ранний тип, регулятор может уменьшить яркость, дисплей близок к углу обзора водителя.

Есть два типа систем — пассивные и активные системы, и каждая имеет свои преимущества и недостатки по сравнению с другой.

## Активные системы
Активные системы используют источник инфракрасного света, встроенный в автомобиль, и освещающий дорогу впереди лучами, невидимыми для человеческого глаза.
Есть два вида активных систем — закрытый и открытый. Закрытый использует импульсный источник света и синхронизированные камеры, которые позволяют видеть дальние дистанции (до 250 м), отличаются высокой производительностью в дождь и снег.

## Mercedes-Benz
В конце 2005 года компания Mercedes-Benz представила свою систему ночного видения на перепроектированном S-классе. Это была первая система, использовавшая комбинацию ЖК приборов в качестве дисплея. В 2009 году компания Mercedes добавила функцию обнаружения пешеходов, назвав модифицированную систему Night View Assist Plus и предложила использовать её в обновлённых S и Е классах, однако, в Е-классе используется дисплей навигационного экрана. Для моделей S-класса 2014 года Night Vision Assist Plus также будет иметь функцию обнаружение животных. Для подачи предупреждающего сигнала система Night Vision Assist Plus связана с системой освещения автомобиля, которая способна сфокусировать луч света на пешеходе или животном и подавать повторяющиеся короткие световые сигналы. Система Night Vision Assist больше не доступна для нового Е-класса.

## Toyota
В 2002 Тойота представила первую серийную автомобильную активную систему ночного видения или Night View на Lexus LX 470 и Landcruiser Cygnus. Эта система использует проекторы, излучающие инфракрасные лучи, направленные в одну сторону с дальним светом фар автомобиля, CCD камера, получив отражённое излучение, передаёт сигнал компьютеру, который обрабатывает его и создает чёрно-белое изображение, которое проецируется на нижнюю часть лобового стекла. В 2008 Тойота добавила для модели Crown Hybrid функцию, которая выделяет пешеходов и отображает их на ЖК дисплее перед водителем, это была первая функция обнаружения пешеходов для активной системы.

## Пассивные системы
Пассивные системы не используют источник инфракрасного света, вместо этого они захватывают тепловое излучение, исходящее от объектов, используя тепловизор.
- Плюсы: отличный диапазон действия до 300 метров или 1000 футов, высокая контрастность для живых объектов.
- Минусы: зернистое изображение низкого разрешения, плохо работает в более тёплых погодных условиях, более крупный датчик.

## Audi
Система Night Vision Assistant была представлена в 2010 году на Audi A8. Она использует тепловизионную камеру, установленную за четырьмя кольцами на передней части автомобиля, которая может «видеть» на расстоянии 300 метров (984 фута) вперёд. Дисплей в приборной панели выделяет людей жёлтыми маркировками. Что ещё более важно, компьютер может определить, что человек на дороге движется таким образом, что может привести к столкновению с автомобилем. В этом случае пешеход отмечается красным цветом, и водитель автомобиля получает звуковое предупреждение.

## BMW
Осенью 2005 года компания BMW представила BMW Night Vision на 7-й серии. Эта системная функция дальнего инфракрасного излучения минимизирует несущественную информацию, делая акцент на пешеходах и животных, работает на расстоянии 300 метров или почти 1000 футов, и позволяет избежать «ослепления» от фар, дорожных световых сигналов и подобных ярких источников света. Осенью 2008 года на перепроектированной 7-й серии BMW добавила систему обнаружения пешеходов, которая при обнаружении пешехода выводит предупреждающий знак на навигационный/информационный экран и лобовое стекло.
Для моделей 2013 года в систему BMW Night Vision была добавлена опция обнаружения животных с функцией Dynamic Light Spot 7-й серии. Как только дальнее инфракрасное излучение обнаруживает на пути пешеходов или крупных животных, угрожающих столкновению в темноте, система направляет на них два отдельно управляемых динамических световых пятна, не создавая неприятных бликов. В случае высокого риска также подаётся звуковой предупредительный сигнал, и тормоза устанавливаются в режим максимальной готовности. Для моделей 2014 года в BMW 5-й серии также будут установлены эти новые функции.

## General Motors
В 2000 году компания General Motors представила систему Night Vision на Cadillac Deville, который стал первым автомобилем, проданным с такой системой. Однако продажа была прекращена в 2004 году. Эта система была разработана с Raytheon и работала используя инфракрасную чувствительную камеру, установленную за решёткой автомобиля. Инфракрасное излучение улавливается датчиком, обрабатывается компьютером, а затем отображается на лобовом стекле. Информация отображается в виде чёрно-белого изображения, выделяя более тёплые объекты белым, а более холодные чёрным цветом. Поскольку эта система выводит стандартный полный видеосигнал NTSC, и используемые запчасти можно легко и недорого приобрести, она стала популярным выбором при установке тепловизионных систем ночного видения на другие транспортные средства.

## Honda
Осенью 2004 года Honda представила обновлённую модель Legend с дополнительной системой ночного видения Intelligent Night Vision. Эта система находила далёкое инфракрасное излучение и была первой системой, обнаруживающей пешеходов. Система обнаружения пешеходов предупреждает водителя звуковым сигналом и визуально выделяет пешехода на изображении, проецируемом на лобовое стекло.

## IRWAY
В 2012 году в Екатеринбурге была разработана и запатентована система ночного видения IRWAY, подходящая на любой вид транспорта. При помощи запатентованной технологии, генерирует инфракрасное излучение, регистрируемое камерой ночного видения. Сигнал от камеры передаётся на жк-монитор, установленный на приборной панели водителя, либо на штатный монитор автомобиля. Система позволяет вывести изображение проекцией на лобовое стекло. Изображение отрегулировано таким образом, что масштаб объектов на изображении соответствует тому, что водитель видит своими глазами.
В 2018 году проект IRWAY занимает 1 место в акселераторе Generation S, выходит в массовое производство и стартует продажи по предзаказу.
Разработчики значительного снижения засветки от встречных фар, частоты изображения в 25 кадров, разрешения для подобного вида устройств, видимость до 1500 метров и цветной картинки

## Сова-150
До недавнего времени в России не существовало аналогов зарубежных систем ночного видения для автомобилей. Однако в 2013 году на рынке появился прибор, известный как Сова-150. Он был создан на базе электронно-оптического преобразователя, позволяющего многократно усилить исходящее от объектов световое излучение. Главным преимуществом прибора является возможность установки на любой автомобиль вне зависимости от марки и модели, а также тот факт, что оптико-электронный усилитель лучше распознает дефекты дороги.